# 三河王
三河王（みかわおう、生没年不詳）は、奈良時代の皇族。名は三川王、参河王とも記される。官位は従五位上・縫殿頭。

## 経歴
聖武朝末の天平感宝元年（749年）三世王の蔭位により无位から従五位下に直叙される。孝謙朝での動静は不明だが、淳仁朝の天平宝字5年（761年）和泉守に任官している。天平宝字8年（764年）藤原仲麻呂の乱終結後に信濃守に任ぜられる。
称徳朝での動静は明らかでないが、光仁朝に入ると宝亀2年（771年）和泉守に再任され、宝亀6年（775年）従五位上に昇叙している。のち、宝亀10年（779年）縫殿頭、宝亀11年（780年）大膳大夫と光仁朝末にかけて京官を務めた。

## 官歴
『続日本紀』による。
- 天平感宝元年（749年） 4月14日：従五位下（直叙）
- 天平宝字5年（761年） 正月17日：和泉守
- 天平宝字8年（764年） 10月3日：信濃守
- 宝亀2年（771年） 7月3日：和泉守
- 宝亀6年（775年） 正月16日：従五位上
- 宝亀10年（779年） 11月28日：縫殿頭
- 宝亀11年（780年） 3月17日：大膳大夫